# Adâncata (gmina w okręgu Jałomica)
Adâncata – gmina w Rumunii, w okręgu Jałomica. Obejmuje miejscowości Adâncata i Patru Frați. W 2011 roku liczyła 2723 mieszkańców. 